# Huangkou, Henan
Huangkou (kinesiska: 黄口, 黄口乡) är en socken i Kina. Den ligger i provinsen Henan, i den centrala delen av landet, omkring 270 kilometer sydost om provinshuvudstaden Zhengzhou. Antalet invånare är 32 552. Befolkningen består av 16 377 kvinnor och 16 175 män. Barn under 15 år utgör 26,0 %, vuxna 15-64 år 63 %, och äldre över 65 år 10,0 %.
Genomsnittlig årsnederbörd är 1 043 millimeter. Den regnigaste månaden är augusti, med i genomsnitt 193 mm nederbörd, och den torraste är januari, med 13 mm nederbörd.